# De Klok (zeepfabriek)

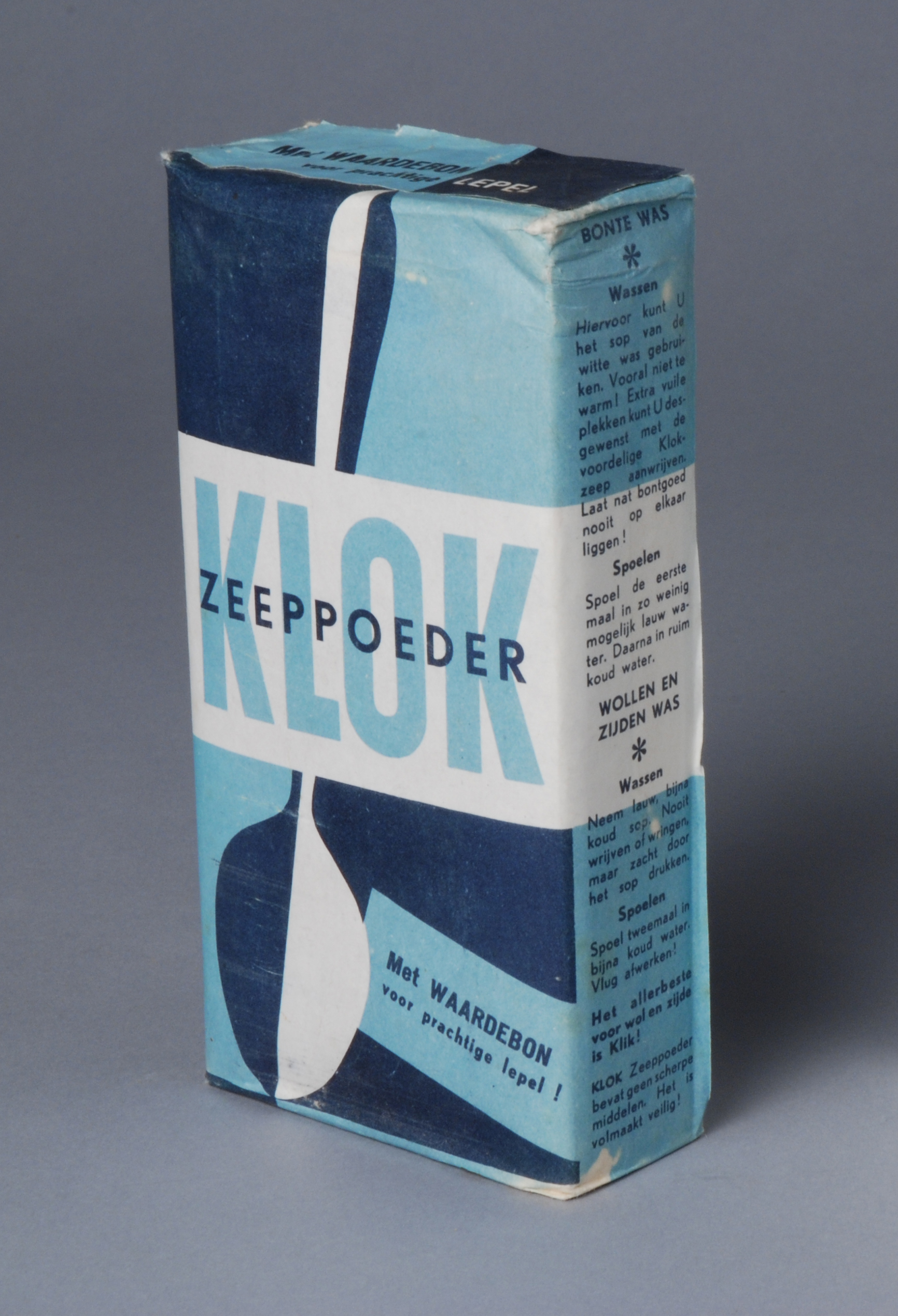
Pak Klok zeeppoeder (1955 - 1965)

De Klok is de naam van een Nederlandse zeeppoederfabriek, gevestigd te Heerde.
Het bedrijf is opgericht in 1902, toen Johannes Lodewijk van Apeldoorn, eigenaar van een exportslagerij, in Duitsland een zeeppoedermolen kocht inclusief een hond als krachtbron en een recept voor zeeppoeder. Hij begon het bedrijf aan de Nieuwstraat te Hattem, samen met zijn broer Gerrit Jan van Apeldoorn en vijf arbeiders.
Het product werd aanvankelijk verkocht onder de naam 'vetloogmeel'. De latere bedrijfsnaam De Klok zou zijn voortgekomen uit een uitspraak van Johannes Lodewijk: Hier wordt zeep gemaakt die klinkt als een klok.
Het bedrijf breidde uit en in 1904 werd verhuisd naar Heerde. In 1907 werd het zeeppoeder onder de naam 'Poederzeep Sneeuwwit' op de markt gebracht. Het bedrijf stond nu bekend als de 'fa. J.L. van Apeldoorn Hzn.' In 1913 kwam er een nieuwe fabriek met een stoommachine. In 1917 heeft een Duitse zeepzieder, die vanwege de Eerste Wereldoorlog in een interneringskamp te Wapenveld zat, het maken van harde zeep aan het bedrijf geleerd. In 1921 werd het firma omgezet in een naamloze vennootschap: 'N.V. Zeepfabriek "De Klok", v/h fa. J.L. van Apeldoorn Hzn'.
Er kwamen allerlei reclame-acties met geschenken, gedichtjes over 'Modderstad' en dergelijke, en naast Sneeuwwit en 'Klokzeep' verschenen er nog merken als 'Boen Blank', 'Vrouwenvreugde', 'Zilverblank' en 'Klokoline'. In 1941 waren er 200 medewerkers. Tijdens oorlogshandelingen in 1944 werd een groot deel van het fabriekscomplex door brand verwoest.
Nadat in 1952 door Unilever het eerste synthetisch wasmiddel (Omo) op de markt was gebracht, moest De Klok volgen. Het bedrijf introduceerde het eerste fosfaatvrije wasmiddel midden jaren 1960. Dit was 'Klok Hagelwit'. Het werd aangeprezen als milieuvriendelijk wasmiddel. In 1969 kwam 'Klok C5' op de markt, op basis van citraat. Men begon ook steeds meer huismerken voor supermarktketens te vervaardigen. In hetzelfde jaar verliet de familie Van Apeldoorn het bedrijf, J. Douma uit Oosterhout werd de nieuwe eigenaar. In September 1992 verkocht Douma het bedrijf aan Dalli in Duitsland en werd De Klok een zelfstandige dochteronderneming van het Duitse Dalli Werk Wäsche- und Körperpflege GmbH te Stolberg. Sinds 2014 is Senzora B.V. te Deventer eigenaar van het merk Klok.